# NGC 1313A
NGC 1313A is een balkspiraalstelsel in het sterrenbeeld net. Het sterrenstelsel bevindt zich dicht bij NGC 1313.

## Synoniemen
- PGC 12457
- ESO 83-1
- IRAS03195-6652